# Шукралла, Наваф
Наваф Абдулла Гаят Шукралла (араб.  نواف شكر الله‎; 13 октября 1976, Бахрейн) — бахрейнский футбольный судья. Судья ФИФА с 2007 года. Один из судей чемпионата мира 2014 года.
В 2011 году судил матчи Чемпионата мира по футболу среди юношеских команд в Мексике.
Также в различное время обслуживал матчи: Лиги чемпионов АФК, Клубного чемпионата мира 2012, Азиатского отборочного турнира к чемпионату мира 2014 года.
В январе 2019 года приглашён для обслуживания матчей Кубка Азии по футболу, который проходил в ОАЭ.
В свободное от судейства время работает учителем физкультуры.